# Марковский процесс
Ма́рковский проце́сс — случайный процесс, эволюция которого после любого заданного значения временно́го параметра {\displaystyle t} не зависит от эволюции, предшествовавшей {\displaystyle t}, при условии, что значение процесса в этот момент фиксировано («будущее» процесса не зависит от «прошлого» при известном «настоящем»; другая трактовка (Вентцель): «будущее» процесса зависит от «прошлого» лишь через «настоящее»).
Процесс Маркова — модель авторегрессии первого порядка AR(1):
{\displaystyle X_{t}=c+\alpha X_{t-1}+\varepsilon _{t}}.
Марковская цепь — частный случай марковского процесса, когда пространство его состояний дискретно (то есть не более чем счётно).

## История
Определяющее марковский процесс свойство принято называть марковским; впервые оно было сформулировано А. А. Марковым, который в работах 1907 года положил начало изучению последовательностей зависимых испытаний и связанных с ними сумм случайных величин. Это направление исследований известно под названием теории цепей Маркова.
Однако уже в работе Л. Башелье можно усмотреть попытку трактовать броуновское движение как марковский процесс, попытку, получившую обоснование после исследований Винера в 1923 году.
Основы общей теории марковских процессов с непрерывным временем были заложены Колмогоровым.

## Марковское свойство

### Общий случай
Пусть {\displaystyle (\Omega ,{\mathcal {F}},\mathbb {P} )} — вероятностное пространство с фильтрацией {\displaystyle ({\mathcal {F}}_{t},\ t\in T)} по некоторому (частично упорядоченному) множеству {\displaystyle T}; и пусть {\displaystyle (S,{\mathcal {S}})} — измеримое пространство. Случайный процесс {\displaystyle X=(X_{t},\ t\in T)}, определённый на фильтрованном вероятностном пространстве, считается удовлетворяющим марковскому свойству, если для каждого {\displaystyle A\in {\mathcal {S}}} и {\displaystyle s,t\in T:s<t}
{\displaystyle \mathbb {P} (X_{t}\in A|{\mathcal {F}}_{s})=\mathbb {P} (X_{t}\in A|X_{s}).}
Марковский процесс — это случайный процесс, удовлетворяющий марковскому свойству с естественной фильтрацией.

### Для марковских цепей с дискретным временем
В случае, если {\displaystyle S} является дискретным множеством и {\displaystyle T=\mathbb {N} }, определение может быть переформулировано:
{\displaystyle \mathbb {P} (X_{n}=x_{n}|X_{n-1}=x_{n-1},X_{n-2}=x_{n-2},\dots ,X_{0}=x_{0})=\mathbb {P} (X_{n}=x_{n}|X_{n-1}=x_{n-1})}.

## Пример марковского процесса
Рассмотрим простой пример марковского случайного процесса. По оси абсцисс случайным образом перемещается точка. В момент времени t = 0 точка находится в начале координат и остаётся там в течение одной секунды. Через секунду бросается монета — если выпал герб, то точка X перемещается на одну единицу длины вправо, если решка — влево. Через секунду снова бросается монета и производится такое же случайное перемещение, и так далее. Процесс изменения положения точки («блуждания») представляет собой случайный процесс с дискретным временем (t = 0, 1, 2, …) и счётным множеством состояний. Такой случайный процесс является марковским, так как следующее состояние точки зависит только от настоящего (текущего) состояния и не зависит от прошлых состояний (неважно, каким путём и за какое время точка попала в текущую координату).
Также примером марковского процесса является пуассоновский процесс с независимыми приращениями.